# Els parlars catalans

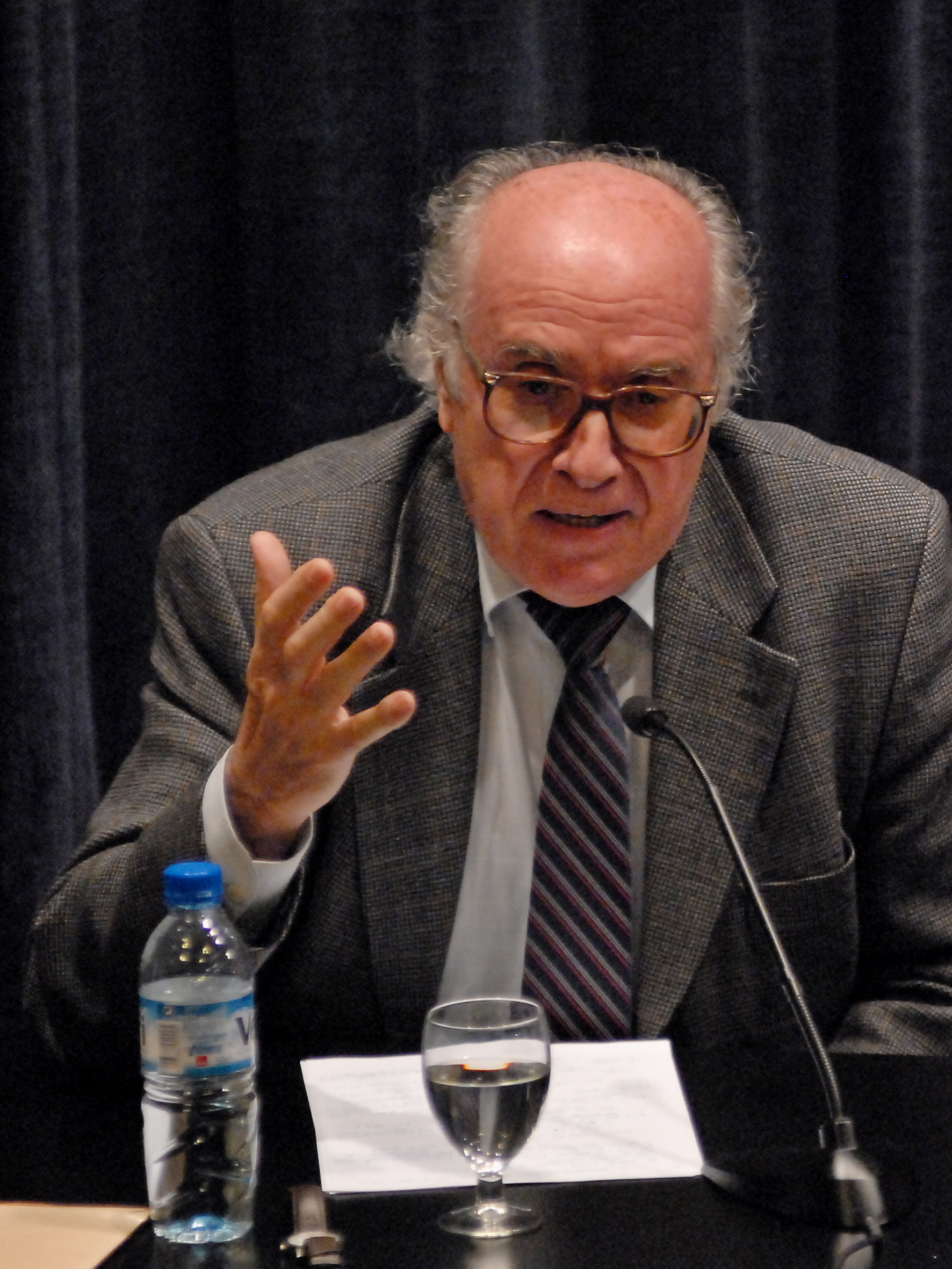
Joan Veny i Clar, autor dEls parlars catalans

Els parlars catalans és un llibre escrit l'any 1978 pel lingüista mallorquí Joan Veny i Clar, expert destacat en dialectologia, és el manual de referència per a l'estudi dels dialectes del català.

## Característiques
Suposa una introducció a les característiques fonètiques, morfosintàctiques i lèxiques dels dialectes, subdialectes i parlars del català, amb observacions històriques i sociològiques. Eina imprescindible per a qualsevol lingüista, permet conèixer les diferents variants de la llengua catalana i llurs característiques principals. També és útil, com a alta divulgació, per al públic general.
Compta amb bon aparat cartogràfic; annex documental força il·lustratiu, amb mostres textuals dels dialectes i subdialectes, així com dels parlars més caracteritzats; i una completa bibliografia bàsica.
En el seu moment fou l'únic manual de dialectologia catalana disponible al mercat. Posteriorment n'han sortit d'altres, ben útils, però tots els quals, en darrera instància, beuen de Veny.

## Història bibliogràfica
La primera edició del llibre, sota el títol Els parlars, fou publicada per Dopesa el 1978, dins la col·lecció Conèixer Catalunya (núm. 15). D'ençà la 2a ed. (1980), pren el títol definitiu de Els parlars catalans: síntesi de dialectologia, i el publica Moll en la col·lecció Raixa (núm. 128). La 3a ed. (1982), "corregida i augmentada", és la versió definitiva de l'obra: a part de revisar el text, s'hi afegeixen molts mapes (almenys un per dialecte), s'hi augmenta la bibliografia i s'hi incorpora l'annex textual; el conjunt passa de 127 pàgines a 248. Se n'han fet nombroses reimpressions (retolades, però, com a "edicions"): 1983, 1984, 1986, 1987, 1989, 1991, 1993...
El 1998 ("12a ed.") passa a publicar-se en la col·lecció Tomir (núm. 38). El canvi de format hi comporta un canvi de paginació (173 p.), però no de contingut. Amb el tancament de l'Editorial Moll (2014), es posa en perill la continuïtat d'aquesta obra clàssica, que potser podria reprendre la Institució Francesc de Borja Moll.

## Obres relacionades
Joan Veny és també l'autor d'Introducció a la dialectologia catalana (Enciclopèdia Catalana, 1986), que encara avui és el manual de referència per a la història i la metodologia de la disciplina.